# Neogaleopsomyia budaensis
Neogaleopsomyia budaensis är en stekelart som beskrevs av T.C. Narendran 2005. Neogaleopsomyia budaensis ingår i släktet Neogaleopsomyia och familjen finglanssteklar. Inga underarter finns listade i Catalogue of Life.